# Roger Pradines
Pour les articles homonymes, voir Pradines.
 (septembre 2023).
Si vous disposez d'ouvrages ou d'articles de référence ou si vous connaissez des sites web de qualité traitant du thème abordé ici, merci de compléter l'article en donnant les références utiles à sa vérifiabilité et en les liant à la section « Notes et références ».
Roger Pradines, réalisateur et documentariste français, né le 29 mars 1929 et mort en décembre 2003.

## Biographie
Roger Pradines commence comme manutentionnaire au service de la radio-télé-diffusion de la tour Eiffel en 1944.
En 1946, après son service militaire, il rencontre Jean Desailly qui lui présente Jacques Armand directeur des programmes télévisés. À la suite de cette rencontre, il est choisi comme assistant-réalisateur de Claude Barma.
En 1951, il devient réalisateur d'émissions de variétés en extérieur.
Par la suite, il travaille avec Pierre Bellemare dans des émissions de divertissement. Il rejoignit l'équipe de Jacqueline Joubert et André Pergament et devient chef de service des émissions de variétés, puis directeur de l'Empire. Il collabora également avec les Carpentier pour l'émission Numéro Un. Il produisit et réalisa les émissions Music-Hall.
Dans les années 1960, il est le réalisateur de la série d'émissions de variétés Le Palmarès des chansons au cours desquelles la plupart des chanteurs français et internationaux, ainsi que des humoristes célèbres se sont produits. Le Palmarès des chansons était produit par Guy Lux, présenté par Guy Lux et Anne-Marie Peysson, avec l'orchestre de Raymond Lefèvre et l'accordéon d'Aimable.
En 1969, il réalise un film sur l'humoriste Fernand Raynaud qui deviendra un document de souvenir diffusé en hommage au comédien lors de sa mort en 1973.
Il réalise également deux séries d'émissions ; Le Tapis Vert pour TF1 (émissions réalisées en direct) et Frenchies' Folies pour Antenne 2 (émissions humoristiques animées de nombreux sketches).

## Filmographie
- 1962 : Intervilles, réalisation de plusieurs éditions.
- 1965 : Quelle famille !, feuilleton télévisé.
- 1965 : Le Palmarès des chansons
- 1966 : L'accordéon de Serge Gainsbourg, intégré dans le documentaire De Serge Gainsbourg à Gainsbarre de 1958 - 1991.
- 1978 : Numéro Un : Johnny Mathis
- 1981 : Colorado, téléfilm.
- 1989 : Tribunal, réalisation de plusieurs épisodes.
- 1992 : Mémoire en fête France 3
- 1992-1994 : Cocktail Party sur France 3, produit et animé par Pascal Levent Mathieu.
- 2002 : L'Île aux enfants.